# Hickmania troglodytes
Hickmania troglodytes  (лат.) — вид пауков из семейства Austrochilidae, выделяемый в монотипический род Hickmania. Самые крупные пауки Тасмании: длина тела — до 2,1 см, размах ног — до 18 см. Приурочены к пещерам, но встречаются также и в других затенённых влажных биотопах. Эндемичный для Тасмании вид, довольно обычный в пещерах разных районов острова.

## Строение
Крупных размеров пауки: длина самцов до 16 мм, самки крупнее — до 21 мм. Карапакс красновато-коричневый, без узоров; брюшко бледно-коричневое. 8 глаз располагаются на головогруди в два ряд, медиальная передняя пара меньших размеров. Крибеллярная пластинка не разделённая. Ноги тонкие и длинные. У самцов на метатарсус второй пары ног изогнут и используется для удерживания головогруди самки при спаривании. От других видов семейства Austrochilidae отличаются тем, что вторая пара лёгких у них не преобразована в трахеи, а также строением гениталий.

## Распространение и образ жизни
Наиболее обычное местообитание Hickmania troglodytes — пещеры, в которых ловчие сети пауков этого вида обычно приурочены к сумеречной зоне, довольно редко располагаясь за пределами проникновения солнечного света. Вне пещер их обнаруживали в полых стволах деревьев и пнях, заброшенных шахтах и колодцах. Ловчие сети горизонтальные, очень крупные: могут превышать 1 м в диаметре; самая крупная из найденных сетей составляла 122 см в длину, 61 см в ширину. Между гладкими несущими нитями натянуты клейкие нити крибеллятного шёла.

## Таксономия
Вид был впервые описан в 1883 году Эдмундом Хиггинсом и Уильямом Петтердом по самке и самцу, которых исследователи отнесли к паукам-тенётникам, назвав Theridion troglodytes. Видовой эпитет troglodites был дан ими в связи с тем, что эти пауки были обнаружены в пещерах (в верховья реки Мерси). Позже в 1902 году французский арахнолог Эжен Симон независимо исследовал неполовозрелую особь того же вида и включил её в семейство абажуровых пауков (Hypochilidae) под названием Ectatosticta australis. В 1904 году Уильям Рэйнбоу выявил синонимию этих двух названий и, детально исследовав строение этих пауков, поддержал гипотезу Симона о принадлежности вида к абажуровым паукам. В 1958 году американский арахнолог Виллис Герч, продолжая рассматривать вид в том же семействе, выделил его в монотипический род Hickmania, назвав род в честь тасманийского арахнолога Вернона Хикмана, приславшего ему материал по этому виду.
Во время таксономической ревизии крибеллятных пауков финский арахнолог Пекка Лехтинен выделил данный вид в отдельное семейство Hickmaniidae, но в ходе последующего пересмотра другие исследователи понизили этот таксон в ранге до подсемейства Hickmaniinae в составе семейства Austrochilidae.